# Les Gauloises blondes
Pour plus de détails, voir Fiche technique et Distribution.
Les Gauloises blondes est un film français réalisé par Jean Jabely et sorti en 1988.

## Synopsis
En l'an 100 apr. J.-C., le village de Lutèce se fait envahir par une troupe romaine. Les Gaulois décident d'envoyer leurs femmes nues pour les déstabiliser.

## Fiche technique
- Titre : Les Gauloises blondes
- Réalisation : Jean Jabely
- Scénario : Jean Jabely
- Photographie : Pierre Fattori
- Musique : Claude Engel
- Son : Jean-Louis Garnier
- Montage : Marie-Christine Lewin
- Pays de production :  France
- Format : Couleurs - Mono
- Genre : comédie
- Durée : 86 minutes
- Date de sortie : France : 31 août 1988

## Distribution
- Pierre Tornade : Biturix, le chef du village
- Gérard Hernandez : Centurion Cunnilingus
- Roger Carel : Cuchulain
- Sylvaine Charlet : Bituite, la femme du chef
- Jean Rougerie : Frère Bonus
- Marina Pastor : Une Gauloise
- Jackie Sardou : la sorcière
- André Gaillard : Cadbar, le druide
- Laurence Dourlens : Ulate, la fille du chef
- Floriane Blitz : Arielle
- Michel Saga : Haldur[1]
- Guy Lecluyse : le romain enrobé
- Jean-Pierre Clami : le romain qui entraîne les Gaulois
- Franck Godard : un gaulois et un romain